# Croquet

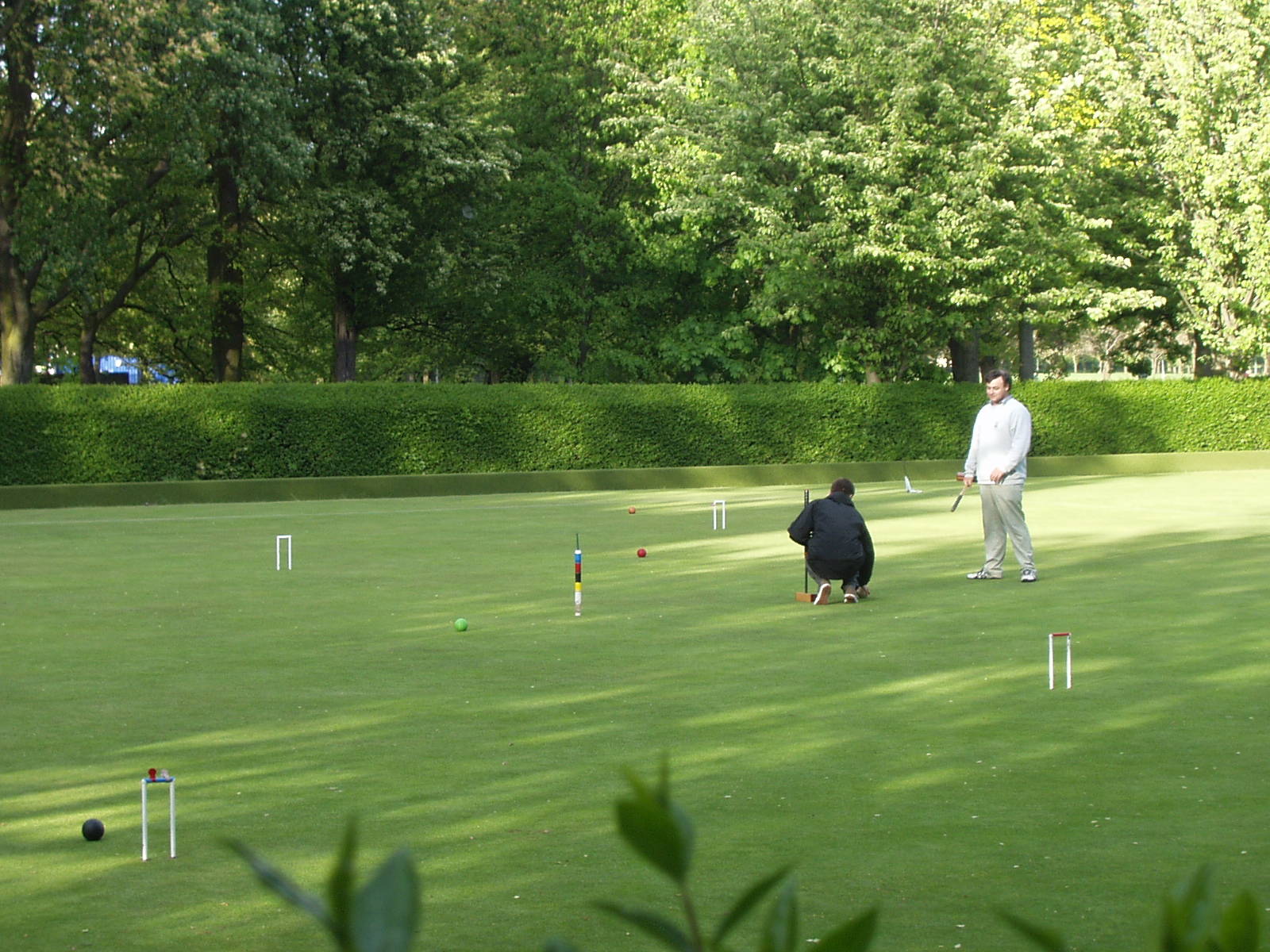
Croquet jugat a un club al Regne Unit

El croquet és un esport de pilota creat al segle xix a Irlanda. Actualment, té nombroses variants (com ara croquet sobre gel o amb bicicleta), però l'objectiu comú és completar un circuit amb una pilota petita de fusta impulsada per una maça que es col·loca entre les cames per a donar força al cop. El circuit consta de desnivells i uns arcs que s'han de travessar amb la pilota.
La seva popularitat en països anglosaxons l'ha fet aparèixer en nombroses obres, com Alícia al país de les meravelles, i pintures que reflectien la vida de la noblesa, la principal jugadora de croquet. Va ser mostrat com a esport d'exhibició en els Jocs Olímpics de 1900.

## Normes
La bola s'ha d'empènyer amb una maça sense arrossegar-la, fent-la recórrer el circuit prefixat amb cops. Cada jugador té una tirada per torn, que es pot modificar segons uns paràmetres.
- Tirada extra:
  - cada cop que es passa un arc
  - si després de tocar una bola enemiga, s'«envia» (tocar-la per desviar-la del circuit)
  - després de tocar una bola aliada, quan es colpegen les dues alhora
- Dues tirades extres
  - cada cop que es passa per un arc doble anomenat campana (passar amb una sola tirada per sota dos arcs que són posicionats l'un davant l'altre)
  - quan es toca una altra pilota
  - en tocar els pals del circuit
- Pèrdua de torn
  - passar l'arc i alhora tocar una bola ("passar tocant»)
  - tocar dues pilotes diferents
  - sortir fora del circuit (es col·loca la bola als límits al següent torn)

## Galeria

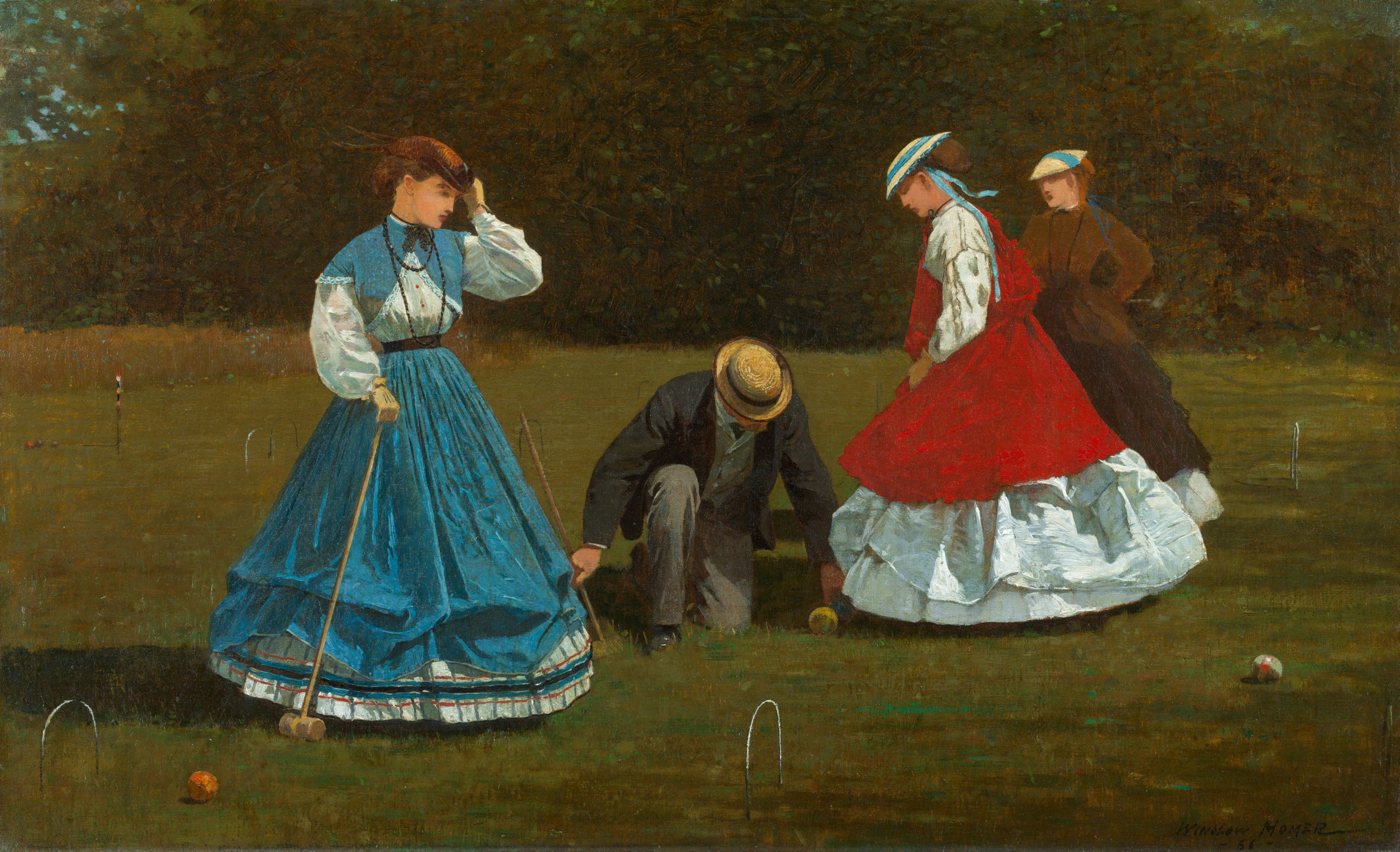
Winslow Homer: Croquet, 1864
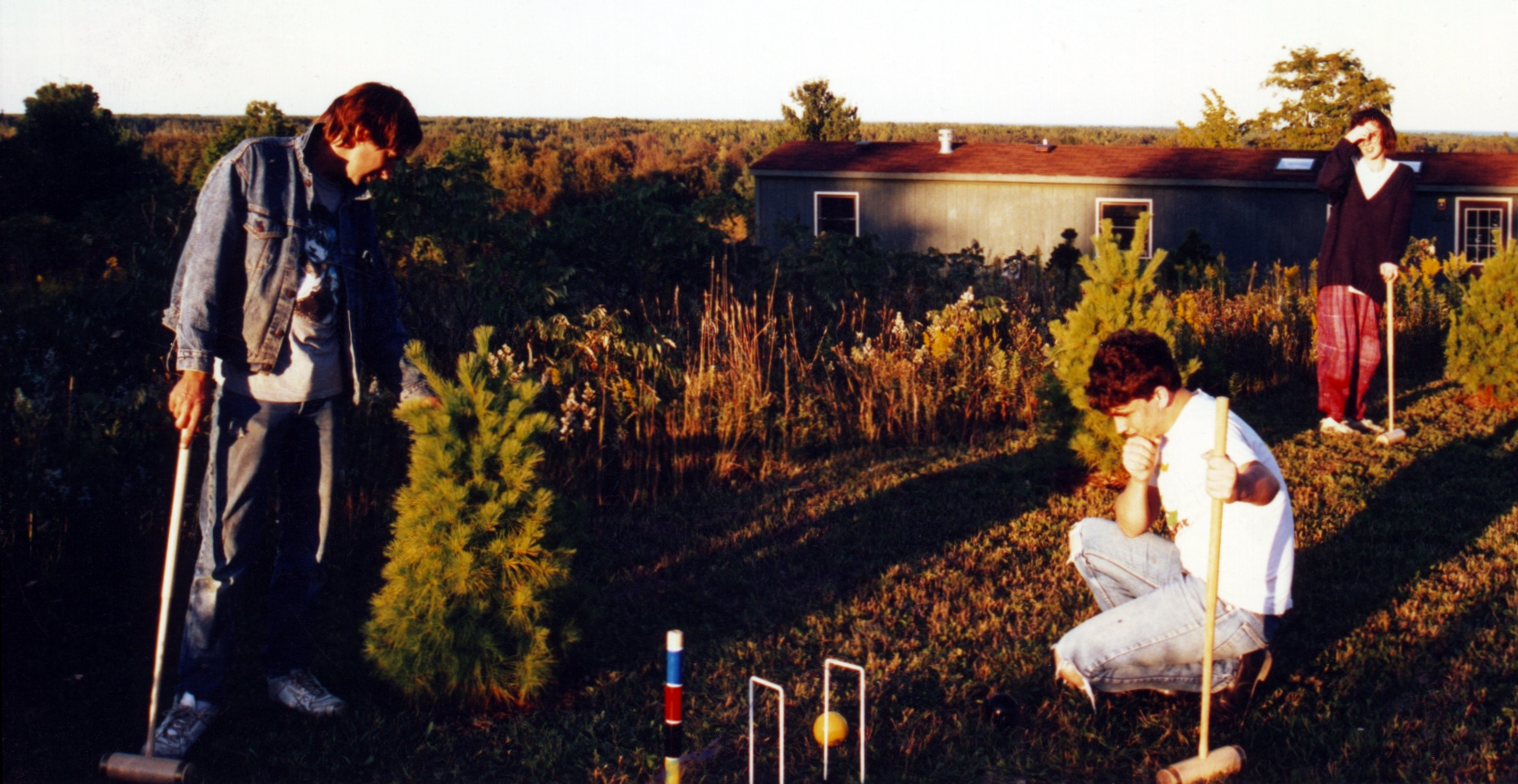
Un partit informal de croquet a Michigan, Estats Units, 1994.
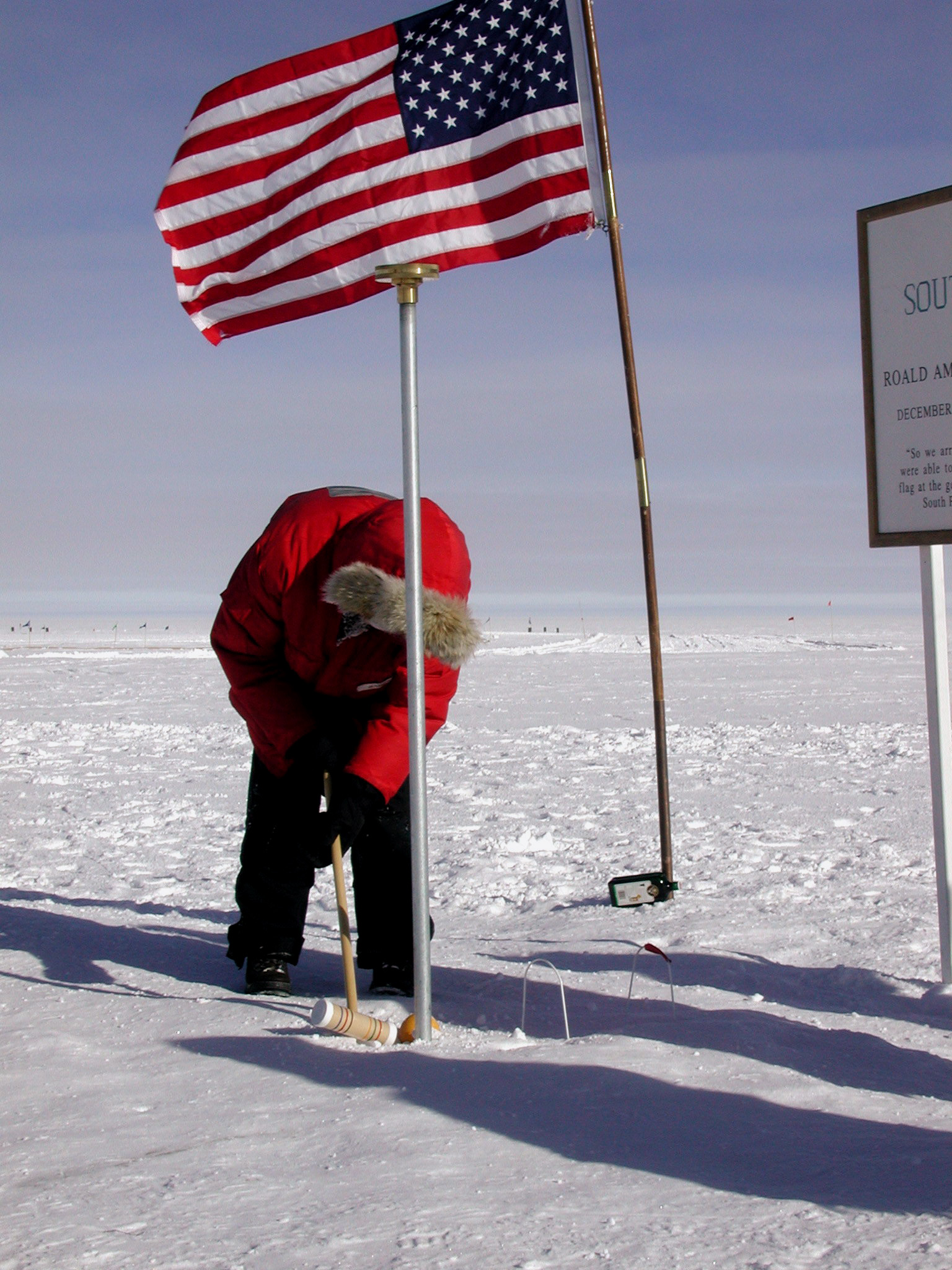
Croquet al Pol Sud
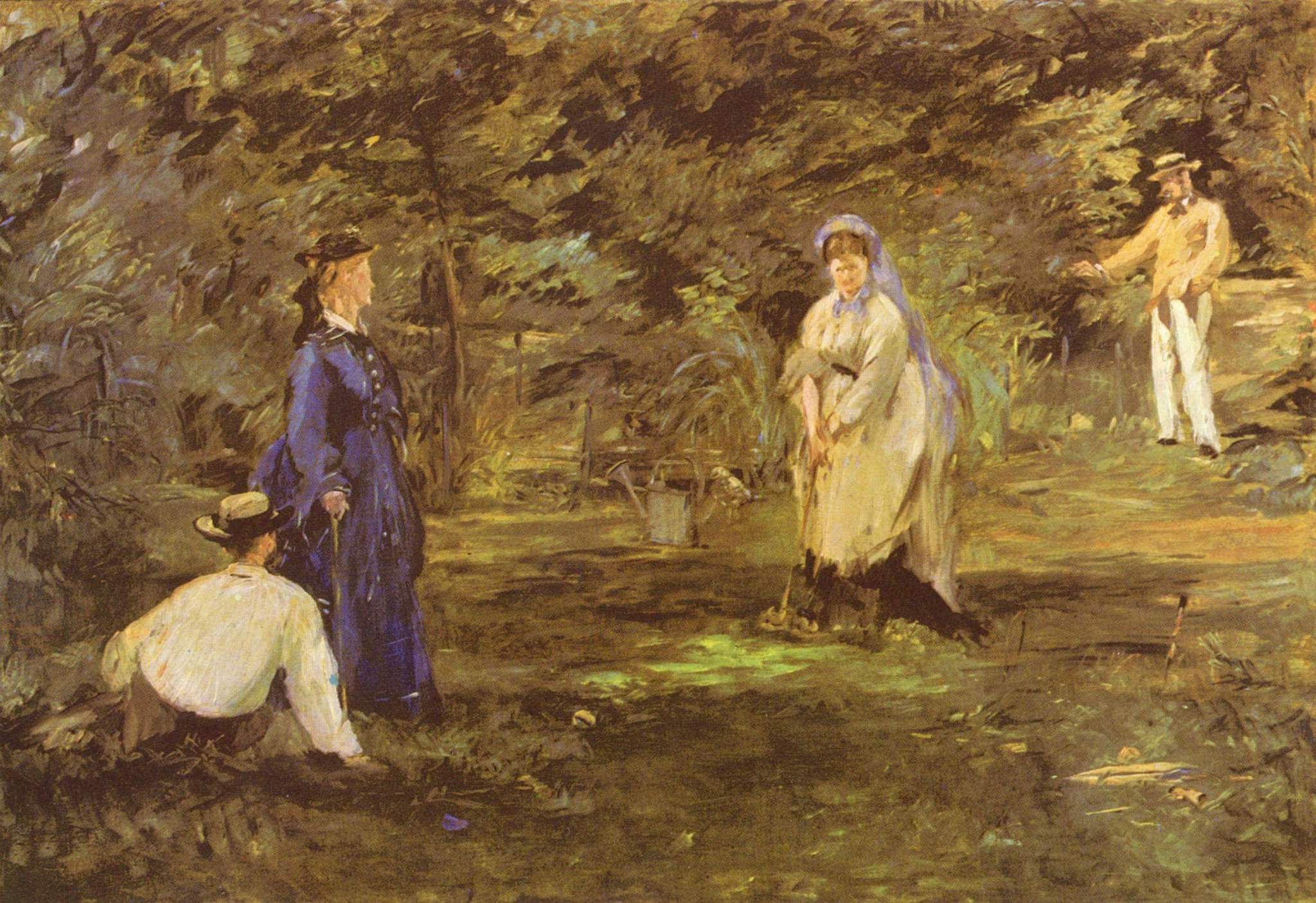
El Joc de Croquet, Édouard Manet, 1873.